# Онкович, Анна Владимировна
Анна Владимировна Онкович (Колосова) (укр. Онкович Ганна Володимирівна; 1 января 1944 год, с. Шагаево, Горьковская область, РСФСР, ныне в Починковском районе Нижегородской области России) — украинская учёная, доктор педагогических наук, профессор. Заведующая отделом теории и методологии гуманитарного образования Института высшего образования Национальной академии педагогических наук Украины (Киев). Лингводидактик, медиапедагог, исследователь в области медиаобразования. Исследует проблематику медиадидактики (преимущественно на материале прессы и интернет-источников). Автор многих публикаций по тематике медиаобразования, лингводидактики, украиноведения, педагогики высшей школы. Участница и организатор ряда международных научных конференций по педагогике, медиакультуре, журналистике и медиаобразованию.

### Избранные труды
- Онкович Г. В. Є. В. Федоренко — головний редактор часопису «Рідна школа» (США) / Онкович А. Д., Онкович Г. В. // Українська періодика: історія і сучасність: доп. та повідомл. Всеукр. наук.-теорет. конф., Львів, 24-26 жовт. 2003 р. / HAH України, Львів. наук. б-ка ім. В. Стефаника, НДЦ періодики; за ред. М. М. Романюка. — Львів: [б. в.], 2003. — С. 913—919.
- Онкович Г. В. Векторы развития современного медиаобразования // Журналистика и медиаобразование — 2010 / Под ред. А. П. Короченского, М. Ю. Казак. Белгород: Изд-во БелГУ, 2010. С. 296—302. (рус.)
- Онкович Г. В. Медиаобразование: векторы развития // Педагогическое образование: вызовы XXI века. Ч. 1. М.: МАНПО, 2010. С. 322—338. (рус.)
- Онкович Г. В. Медиаобразовательные технологии и компетентностно-ориентированный подход в обучении // Современные тенденции в развитии российского медиаобразования — 2010. Т.2 / Под общ. ред. Е. Л. Вартановой, И. В. Жилавской. М.: Изд-во МГУ, 2010. С. 53-58. (рус.)
- Онкович Г. В. Медиапедагогика и медиаобразование: распространение в мире // Дивослово. 2007. № 6. С. 2-4.
- Онкович Г. В. Медіаосвіта: сучасний стан і перспективи розвитку // Мова і культура: науковий журнал. 2009. Вип. 12. Т. ХІ (136). С. 39-45.
- Онкович Г. В. Медіаосвіта як інтелектуально-комунікативна мережа // Вища освіта України. 2008. № 3. Д. 1. С. 130—137.
- Онкович Г. В. Медіаосвіта як навчальна дисципліна // Вища освіта України. Дод. 4, т. 23. 2010. С. 483—493.
- Онкович Г. В. ХАТА: слово-тема і культурознак. Мовні стилі: навчальний посібник. — К.: ІВО АПН України, 2010. — 71 с.
- Онкович Г. В. Средства массовой коммуникации в терминологическом пространстве медиаобразования // Дивослово. 2007. № 5. С. 29-31.
- Медиадидактика: масс-медиа в учебном процессе по русскому языку как иностранному: [монография] / Анна Онкович. — Saarbrücken: LAP Lambert Academic Publishing, 2012. — 332 с.
- Онкович Г. В. Светское и теологическое медиаобразование: [монография] / Федоров А. В., Онкович Г. В., Левицкая А. А. // Scholars' Press, 2018. — 320 с.
- Ганна Онкович, Володимир Білецький, Артем Онкович, Микола Ткаченко. Нове у вищій освіті: інженерна блогодидактика// Вища школа, 2019. № 1 (174). — С.26 — 33;
- Онкович А. Д. , Боголюбова М. М. Нове в медіаосвіті: мовно-педагогічна блогодидактика // Інновації та традиції у мовній підготовці іноземних студентів: тези доповідей міжнародного науково-практичного семінару. — Х. : Видавництво Іванченка І. С., 2018. — 336 с. — С.195 — 199. ISBN 978-617-7675-44-9
- Онкович Г., Ляліна О., Яцентюк М. Нове в медіаосвіті: медична блогодидактика // Інновації та традиції у мовній підготовці іноземних студентів: тези доповідей міжнародного науково-практичного семінару. — Х. : Видавництво Іванченка І. С., 2018. — 336 с. — С. 204—208. ISBN 978-617-7675-44-9 .
- Онкович Г. В., Криворотенко О. Г. Педагогічна блогодидактика вчителів української мови та літератури // Проблеми освіти: збірник наукових праць. ДНУ «Інститут модернізації змісту освіти». Вінниця: ТОВ «ТВОРИ», 2019. — Вип. 92. — 252 с. — С. 82 — 88.
- Онкович Г. В., Онкович А. Д. Вікідидактика: формування і розвиток у системі професійної освіти // Вісник Житомирського державного університету імені Івана Франка. Педагогічні науки. — Житомир: Вид-во Євенок О. О., 2017. — Вип. 2 (88). — 311 с. — С. 208—212.